# 苯三酚
苯三酚（benzenetriol）即三羟基苯（trihydroxybenzenes），苯分子中三个氢原子被三个羟基取代后的衍生物。
化学式为C6H3(OH)3，有以下三个异构体：
| 连苯三酚       | 偏苯三酚       | 均苯三酚       |
| -------------- | -------------- | -------------- |
| 1,2,3-三羟基苯 | 1,2,4-三羟基苯 | 1,3,5-三羟基苯 |
|                |                |                |
| 87-66-1        | 533-73-3       | 108-73-6       |
这三种三元酚的性质很相类似，都为白色固体且在水中有中等溶解度。
连苯三酚羟基转移酶可以1,2,3,5-四羟基苯和1,2,3-三羟基苯（连苯三酚）为底物，在分子间转移羟基，产物为1,3,5-三羟基苯（均苯三酚）和另一个1,2,3,5-四羟基苯（由连苯三酚生成，不是原来的底物）。这种酶存在于细菌 Pelobacter acidigallici中。